# Cangetta furvitermen
Cangetta furvitermen là một loài bướm đêm trong họ Crambidae.